# Santé publique au Luxembourg
La santé publique est une forme adopté par certains États qui se prémunissent d’une réglementation économique et sociale afin de lutter contre la maladie et le décès prématuré.
De ce fait, différentes formes d'institutions se mettent en place à des périodes différentes et qui visent deux trajectoires de santé d’un individu : 
- la santé mentale, où les troubles psychiatriques sont souvent des maladies incurables, chroniques, qui débutent tôt dans la vie et qui ont un effet dévastateur sur le fonctionnement social des malades ;
- la santé physique, où la maladie  a un impact direct sur la qualité de vie d'un malade et de son entourage.

Les deux catégories sont actuellement réunies en un seul et même système d’assistance : la Caisse nationale de santé (CNS).

## AuXXesiècle
L'accroissement des dépenses de santé collaborent, dans les deux sens, à l’amélioration de la santé des populations. L’inégalité sociale devant la maladie est mise en question avec la loi de 1986, et l’institution d’un revenu minimum garanti, RMG. Par cela, la situation financière d’une grande majorité des patients est améliorée, et en même temps, elle diminue la difficulté des ressources pécuniaires des hôpitaux.
Si la réhabilitation psychiatrique se doit d’intégrer dans ses plans individuels de thérapie la dimension socio-éducative, le service Handicap Mental place cette dimension au centre de son travail.
Au Luxembourg, l’encadrement social de la marginalité d’un individu est effectué pour la première fois par l’Hospice Central, en 1885. En 1901, l’hospice se concentre davantage sur la psychiatrie et devient une Maison de Santé. En 1974, il devient un hôpital socialement responsable, l'Hôpital Neuro-Psychiatrique de l’État (HNPE). L’établissement est localisé dans la ville d'Ettelbruck, au nord-ouest du Grand- Duché et vise la réhabilitation du malade afin de lui permettre une vie équilibrée avec une autonomie maximale. Les domaines des soins sont neuropsychiatriques et s’occupe de l’accueil gérontologique et l’accompagnement socio-pédagogique des personnes handicapées.
Entre 1970 et 1990, l’Hôpital Neuro-Psychiatrique d’Ettelbruck propose une École d’infirmières psychiatriques qui offre au Grand-Duché du Luxembourg une génération de soignants compétents et autonomes ainsi qu’un meilleur soutien aux malades. Du point de vue social, on assiste ici à l’apparition, en quelque sorte à des nouvelles classes sociales, qui, au fil du temps, favorisent à la décentralisation de l’HNPE.
La Ligue luxembourgeoise d’Hygiène Mentale (LLHM) est fondée 1956, sous forme d’une association sans but lucratif, sous l’impulsion d’une poignée de bénévoles. Par ailleurs, son premier centre de Santé Mentale gratuit et ambulatoire fut fondé dans les années 1960 et la construction d’un nouveau bâtiment de 8 étages fut conçu pour les patients avec un traitement de courte durée.
Dans une optique évolutive, en 1978 une unité pour les malades de l’alcool est créée à Useldange, dans le canton de Redange. À ses débuts, l’unité psychologique était géré par M. Simon, pour le traitement des femmes, et par Paul Neurgberg, pour le traitement des hommes. Le potentiel psychique des malades de l’alcool, ainsi que leur motivation de guérir ne correspondait plus au système sanitaire d’avant. Paul Neurberg, interrogé sur l’évolution sociale du malade de l’alcool répondit : « La vie communautaire favorise les échanges verbaux entre les patients et cherche à remédier à l'isolement des alcooliques qui par leur carrière toxicomaniaque ont souvent brisé tous les rapports sociaux pour s'installer de plus en plus dans un isolement angoissant et culpabilisant ». D’où l’initiative de la liberté des patients de pratiquer des petits travaux et donc de garder une vie sociale malgré l’enfermement. Cette démarche est cultivée par l’objectif de rendre au patient une nouvelle confiance en lui-même.  
Le politologue et journaliste luxembourgeois, Mario Hirsch évoquait également la maladie comme facteur principal de histoire sociale. Selon lui, l’histoire sociale s’est constituée à partir d'un modelé de vie quotidien d’un malade. Cette idée, il l'exposa dans un article du journal Letzerburger Land de 30 juillet 1976 : « La vie quotidienne à Ettelbrück est affligeante. Tout y paraît essentiellement réglé dans le but de « contenir » le malade. Au moindre détail, au moindre geste, correspond une stipulation d'un règlement d'une logique implacable, déterminée par la crainte de l'incident, de l'évasion. La liberté des patients, même pour des gestes anodins, tout comme leurs contacts avec le monde extérieur sont étroitement contrôlés. La fonction thérapeutique n'existe pratiquement pas. Le personnel soignant et traitant est réduit aux rôles de porte-clés, de femme de ménage et de distributeur de médicaments – des calmants, des neuroleptiques, presque exclusivement. Ce régime, plus disciplinaire que thérapeutique, est de nature à décourager le personnel soignant. Mais il est surtout permis de penser que l'atmosphère carcérale pèse encore davantage sur l'état du malade. Dans cet univers clos, les malades sont condamnés à ressasser leurs obsessions, leurs échecs. Isolés, désarmés, rien ne les prépare à se réadapter à une vie normale. Signe révélateur, la comparaison avec la prison ne joue guère en faveur d'Ettelbrück ».
Pour combattre les facteurs sociaux déterminant la mort, le Grand-Duché du Luxembourg s'est doté d'une loi, publié dans le Mémorial A , le 3 décembre 1982, où chaque résidant du pays est un donneur potentiel d'organes. Cet acte est anonyme, gratuit, généraux et solitaire. De ce fait, il y a donc présomption de solidarité pour autrui, et permettre ainsi de sauver des vies humaines, ou en améliorer grandement la qualité de vie sociale.